# 新小倉
新小倉（しんおぐら）は、神奈川県川崎市幸区の町名。丁目の設定がない単独町名。住居表示は実施済み。小倉地域の一つでもある。

## 地理
幸区の西部に位置し、西と東に小倉、北に新川崎、南東と南に横浜市鶴見区江ケ崎町と接している。

## 歴史

### 沿革
新設された以前の歴史は、小倉を参照のこと。
- 2007年（平成19年）12月15日 - 住居表示の実施に伴い、新鶴見操車場跡地の南部に新小倉を新設する[5][6]。
- 2025年（令和7年）4月1日 - 当地に新小倉小学校が新設される[7][8]。

2013年に始まったゴールドクレストによるマンション建設により近年人口の増加が著しく、2025年4月に川崎市立新小倉小学校が新設された。

## 世帯数と人口
2025年（令和7年）6月30日現在（川崎市発表）の世帯数と人口は以下の通りである。
| 町丁   | 世帯数    | 人口    |
| ------ | --------- | ------- |
| 新小倉 | 1,881世帯 | 5,409人 |

### 人口の変遷
国勢調査による人口の推移。
| 年                | 人口  |
| ----------------- | ----- |
| 2020年（令和2年） | 2,629 |

### 世帯数の変遷
国勢調査による世帯数の推移。
| 年                | 世帯数 |
| ----------------- | ------ |
| 2020年（令和2年） | 916    |

## 学区
市立小・中学校に通う場合、学区は以下の通りとなる（2025年4月時点）。
| 番・番地等 | 小学校               | 中学校               |
| ---------- | -------------------- | -------------------- |
| 1番        | 川崎市立東小倉小学校 | 川崎市立塚越中学校   |
| 2番        | 川崎市立新小倉小学校 | 川崎市立南加瀬中学校 |

## 事業所
2021年（令和3年）現在の経済センサス調査による事業所数と従業員数は以下の通りである。
| 町丁   | 事業所数 | 従業員数 |
| ------ | -------- | -------- |
| 新小倉 | 10事業所 | 962人    |

### 事業者数の変遷
経済センサスによる事業所数の推移。
| 年                 | 事業者数 |
| ------------------ | -------- |
| 2016年（平成28年） | 5        |
| 2021年（令和3年）  | 10       |

### 従業員数の変遷
経済センサスによる従業員数の推移。
| 年                 | 従業員数 |
| ------------------ | -------- |
| 2016年（平成28年） | 466      |
| 2021年（令和3年）  | 962      |

## 施設
- 新小倉1番
  - 富士通新川崎テクノロジースクエア[14]（ヒューリック新川崎ビル）
    - かつてはパイオニアの本社であった[15]

  - NECネッツエスアイ 基盤技術センター[16]
- 新小倉2番
  - クレストプライムレジデンス
    - アベニュー壱番街
    - アベニュー弐番街
    - アベニュー参番街
    - パーク五番街
    - プロムナード七番街

  - 川崎市立新小倉小学校（2025年4月開校）

## その他

### 日本郵便
- 郵便番号 : 212-0031[3]（集配局 : 川崎港郵便局[17]）

### 警察
町内の警察の管轄区域は以下の通りである。
| 番・番地等 | 警察署   | 交番・駐在所 |
| ---------- | -------- | ------------ |
| 1番        | 幸警察署 | 日吉交番     |
| 2番        | 幸警察署 | 南加瀬交番   |